# Ciclismo nos Jogos Pan-Americanos de 2011 - Cross-country masculino
A competição do cross-country masculino foi um dos eventos do ciclismo mountain bike nos Jogos Pan-Americanos de 2011. Foi disputada no Circuito Pan-Americano de Ciclismo de Montanha, em Tapalpa, no dia 15 de outubro.

## Calendário
Horário local (UTC-6).
| Data          | Horário | Fase  |
| ------------- | ------- | ----- |
| 15 de outubro | 11:30   | Final |

## Medalhistas
| Ouro   | COL Héctor Páez     |
| Prata  | CAN Max Platon      |
| Bronze | USA Jeremiah Bishop |

## Resultados
| Pos.              | Ciclista               | Tempo   |
| ----------------- | ---------------------- | ------- |
| Medalha de ouro   | COL Héctor Páez        | 1:31:12 |
| Medalha de prata  | CAN Max Plaxton        | 1:31:29 |
| Medalha de bronze | USA Jeremiah Bishop    | 1:32:41 |
| 4                 | COL Mario Rojas        | 1:34:21 |
| 5                 | BRA Rubens Donizete    | 1:36:39 |
| 6                 | BRA Edivando Cruz      | 1:36:50 |
| 7                 | MEX Ignacio Torres     | 1:37:50 |
| 8                 | CAN Derek Zandstra     | 1:38:21 |
| 9                 | CRC José Esquivel      | 1:39:55 |
| 10                | CRC Federico Ramírez   | 1:40:44 |
| 11                | ARG Luciano Caraccioli | 1:41:22 |
| 12                | CHI Ricardo Hazbún     | 1:42:00 |
| 13                | USA Stephen Ettinger   | 1:44:55 |
| 14                | VEN Antonio Guzmán     | 1:45:44 |
|                   | ESA Charli Quiñónez    | DNF     |
|                   | CUB Lizardo Benítez    | DNF     |
|                   | CUB Vicente Sanabria   | DNF     |
|                   | MEX José Escarcega     | DNF     |
|                   | CHI Javier Puschel     | DNF     |
|                   | ARG Catriel Soto       | DSQ     |
|                   | PUR Kelvin González    | DNS     |

Legenda
| Recorde mundial                  | Recorde mundial (World record)               |                       | Recorde africano                      | Recorde africano (African) |                                           | Q | Classificado por posição (Qualified) |
| Recorde dos Jogos Pan-Americanos | Recorde pan-americano (Pan-American record)  | Recorde da América    | Recorde da América (Americas)         | q                          | Classificado por melhor tempo (Qualified) |   |                                      |
| Melhor marca do ano              | Melhor marca do ano (World leading)          | Recorde asiático      | Recorde asiático (Asian)              | DNS                        | Não largou (Did not start)                |   |                                      |
| Recorde nacional                 | Recorde nacional (National record)           | Recorde europeu       | Recorde europeu (European)            | DNF                        | Não terminou (Did not finish)             |   |                                      |
| Recorde pessoal                  | Recorde pessoal do atleta (Personal best)    | Recorde da Oceania    | Recorde da Oceania (Oceania)          | DSQ / DQ                   | Desclassificado (Disqualified)            |   |                                      |
| Recorde da temporada             | Recorde da temporada do atleta (Season best) | Recorde sul-americano | Recorde sul-americano (South America) | NM                         | Sem marca (No mark)                       |   |                                      |